# Pierre Ier de Tarentaise
Pour les articles homonymes, voir Pierre Ier et Pierre de Tarentaise.
Pierre Ier, appelé aussi Pierre de Tarentaise ou encore Pierre l'Ancien, est saint, moine et abbé Cistercien du XIIe siècle, fait archevêque-comte de Tarentaise.

## Biographie

### Origines et vie monacale
Les origines de Pierre sont inconnues. Il est connu comme moine cistercien. L'encyclopédie Catholicisme. Hier, aujourd'hui, demain (1988) indique qu'il est peut-être originaire de l'abbaye de Molesme. Il est membre du groupe de moines « qui en 1098 [a] été à l'origine de Cîteaux »,. Vers 1113, il quitte Cîteaux pour le diocèse de Chalon. Il fait partie du groupe fondateur de l'abbaye de La Ferté et dont il devient le troisième abbé de la Ferté,,, aux environs de 1120 et jusqu'à 1132. Il semble avoir fait deux voyages vers l'Italie, utilisant très probablement le chemin du col du Petit-Saint-Bernard et ainsi traversant la vallée de la Tarentaise. Il assiste ainsi à la fondation de l'abbaye de Tiglieto, dans la province de Gênes, puis à celle de Lucedio (Locedio) (Piémont), en 1124. C'est lors d'un second passage dans la Tarentaise, selon son biographe, qu'il aurait été interpellé par les habitants de Moûtiers, en quête d'un nouvel évêque, Boson étant mort depuis un certain temps. Il devient ainsi le premier cistercien promu.

### Archevêque de Tarentaise
Il semble donc que ce soit le peuple de fidèles qui l'ait appelé sur le siège de Tarentaise vers 1123 ou vers 1124, après l'approbation du pape. Il l'est en tout cas durant l'année 1125, puisqu'il est chargé dès cette année par le comte Amédée III de Savoie d'entreprendre des démarches afin de faire établir une abbaye cistercienne dans son comté,. Le choix se porte sur le vallon de Tamié, situé sur un axe secondaire reliant la Savoie au comté de Genève, mais en dehors du diocèse de Tarentaise, et qui appartient aux seigneurs de Chevron,. L'abbaye de Tamié est officiellement fondée en 1132,. Des moines originaires de Bonnevaux sont dirigés par Pierre qui devient le premier abbé et qui sera un futur archevêque de Tarentaise.
Archevêque réformateur, il réorganise le chapitre et la manse. Il gardera, dit-on, sa robe de moine,.
En 1136, il est témoin, dans une confirmation de biens à l'abbaye de Lucelle, auprès d'Humbert, archevêque de Besançon et Adalbert III, évêque de Bâle. Pierre cherche aussi à « recouvrer les biens de son église soustraits par les laïques » (Roubert, 1961). En 1139, il rachète, pour 30 livres de Suse, les dîmes de Conflans, Saint-Sigismond et La Pallud, au comte de Savoie.
Pierre cède, en 1140, à l'abbaye Saint-Maurice d'Agaune le prieuré du Mont-Saint-Michel, installé dans les environs du siège archiépiscopal de Moûtiers, ainsi que les églises de Salin, de Fessons et de Montagny, (Besson, preuve n°18). Il semble être l'arbitre désigné afin de résoudre les tensions entre les chanoines d'Agaune et les seigneurs d’Allinges, en Chablais.

### Mort et succession
Il meurt vers 1140. Il semble avoir été inhumé dans la cathédrale de Moûtiers. « Les cisterciens l’ont inscrit dans leur ménologe, à la date du 29 juin ». Is(d)raël/Isdrahel, un ancien chapelain du comte de Savoie, prend le siège de Tarentaise, il est qualifié par certains d'« usurpateur » ou encore d'« incapable ».
Pierre est donné comme saint, notamment par Joseph-Antoine Besson, sans qu'un acte de canonisation ne soit connu. Il fait très probablement partie des saints canonisés par la vox populi, c'est-à-dire élus saints par « la voix du peuple », mais non reconnus comme tels par l'Église au sens canonique.